# Дівітіак (вождь едуїв)
Дівітіак (з кельт. «месник» 100-ті — †43/44 роки до н. е.) — вождь кельтського племені едуїв з 60-тих років до н. е. до 52 року до н. е. (з перервою у 58-54 роках до н. е.)

## Життєпис
Дівітіак став очільником або вергобретом («суддею») племені едуїв, одного з наймогутніших в Галлії, у 60-ті роки до н. е. Він поставив на меті встановити контроль свого племені над центральною Галлією. Для цього у 72 році до н. е. Дівітіак розпочав війну з племенем секванів за панування над галльськими племенами. В цій війні (перебіг її достеменно не відомий) Дівітіак досяг значних успіхів й майже досяг своєї мети. В цій ситуації секвани запросили на допомогу Аріовіста, вождя могутнього союзу германців-свевів. У 71 році до н. е. Аріовіст прибув до Галлії, де почав тіснити загони Дівітіака. У 63 році до н. е. за допомогою проти германців Дівітіак прибув до Риму. Тут він затоваришував з Марком Туллієм Цицероном та Гаєм Юлієм Цезарем. Проте дипломатія Дівітіака зазнала невдачі — римський сенат надав Аріовістові звання друга римського народу. Це було викликано тим, що римляни не бажали посилення едуїв й встановлення їх гегемонії у Галлії. В подальшому це могло загрожувати безпеці Римської республіки.
Повернувшись до себе Дівітіак продовжив боротьбу з Аріовістом. У 61 році до н. е. відбулася вирішальна битва між армією Аріовіста та військами Дівітіака під Адмагетобригою. В цій битві кельти-едуї зазнали тяжкої поразки. Це призвело до падіння політичної ваги Дівітіака як у Галлії, так й серед едуїв. Цим вирішив скористатися брат Дівітіака — Думнорікс. Врешті-решт останній скинув Дівітіака у 58 році до н. е. останній вимушений був тікати до нещодавно прибулого до Галлії Гая Цезаря. Останній обіцяв допомогти, але не втручався у справи едуїв. Тільки після приєднання Думнорікса до повстання Верцингеторікса у 54 році до н. е. легіони рушили до едуїв розбили Думнорікса й відновили владу Дівітіака.
Він і далі спокійно володарював над едуями доти, доки у 52 році до н. е. інші знатні едуї Конвіктолітавіс та Котій оскаржили чергове обрання Дівітіака й останній вимушений був залишити посаду вергобрета. Після цього Дівітіак продовжував життя цивільної людини.